# Pomatias elegans
Pomatias elegans és una espècie de mol·lusc gastròpode de la família Pomatiidae. És un cargol terrestre petit amb un opercle, molt comú al sud d'Europa, mentre que no és freqüent a Gran Bretanya i Europa central. La seva distribució al nord d'Àfrica no està ben documentada. Aquest cargol viu només en àrees on hi ha alts nivells de calci, com en la pedra calcària, on no hi ha sòl solt i engrunadís. També és present de vegades en dunes costaneres, on la sorra conté molts fragments de petxines.

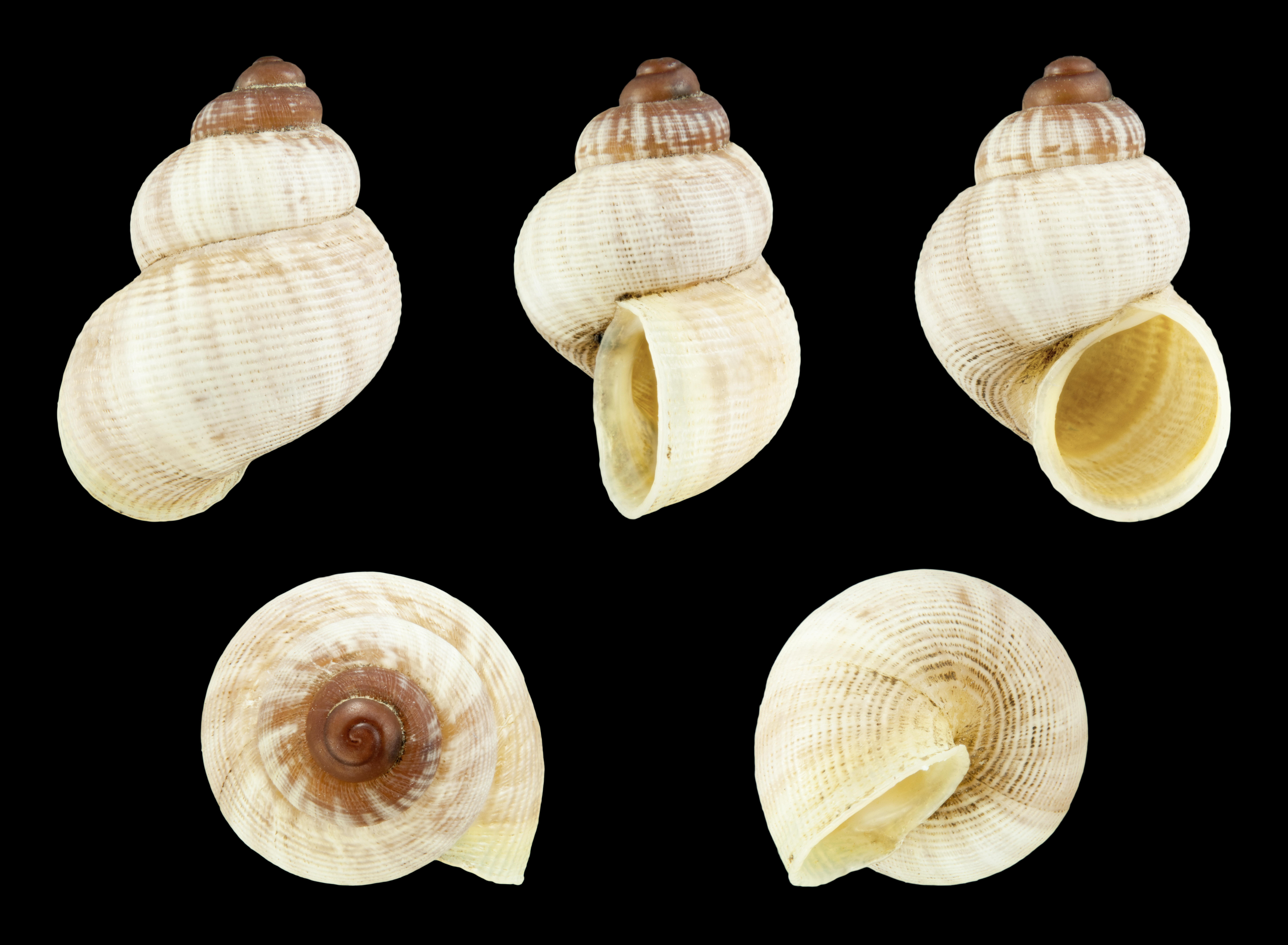

## Característiques
La seva conquilla és de parets gruixudes, ovoides o lleugerament còniques. En els adults forma una espiral d'entre quatre voltes i mitja i cinc, essent l'última la més ampla. La superfície de la closca és reticulada amb taques fosques i bandes discontínues de colors beix a violeta. L'opercle calcari gruixut i té un nucli calcificat excèntric, i presenta una escultura en espiral. La longitud de les conquilles varia entre 12,5 mm i 15,8 mm i el seu diàmetre entre 7 mm i 11,5 mm.
Les ones de contracció a la superfície del peu són longitudinals, passant de banda a banda. Té dos parells de tentacles al cap i dos parells d'ulls adossats a la base d'aquests. Tot i ser un cargol terrestre no forma part del grup dels pulmonats, diferenciant-se d'aquests per no tenir brànquies pel que la respiració és per difusió a través de la pell; i presenta sexes separats (els pulmonats són hermafrodites).